# Put Your Soul on Your Hand and Walk
Put Your Soul on Your Hand and Walk (Pon tu alma en tu mano y camina) es un documental dirigido por Sepideh Farsi, que describe la vida en la Franja de Gaza durante la actual ofensiva militar israelí, a través de videollamadas de Farsi con una joven que vive allí. Es una coproducción franco-palestino-iraní. Se estrenará en la sección paralela ACID del 78.º Festival de Cine de Cannes el 15 de mayo de 2025.
La protagonista del documental, la fotoperiodista palestina Fátima Hassouna, fue asesinada en un ataque aéreo israelí junto con nueve miembros de su familia el 16 de abril de 2025, el día después de que la película fuera seleccionada para la sección ACID.   El festival emitió un comunicado oficial expresando sus condolencias y criticando la violencia en curso en Gaza.
La película fue producida por Javad Djavahery de Rêves d'Eau Productions y coproducida por Annie Ohayon Dekel de 24images Production.